# Točité schodiště

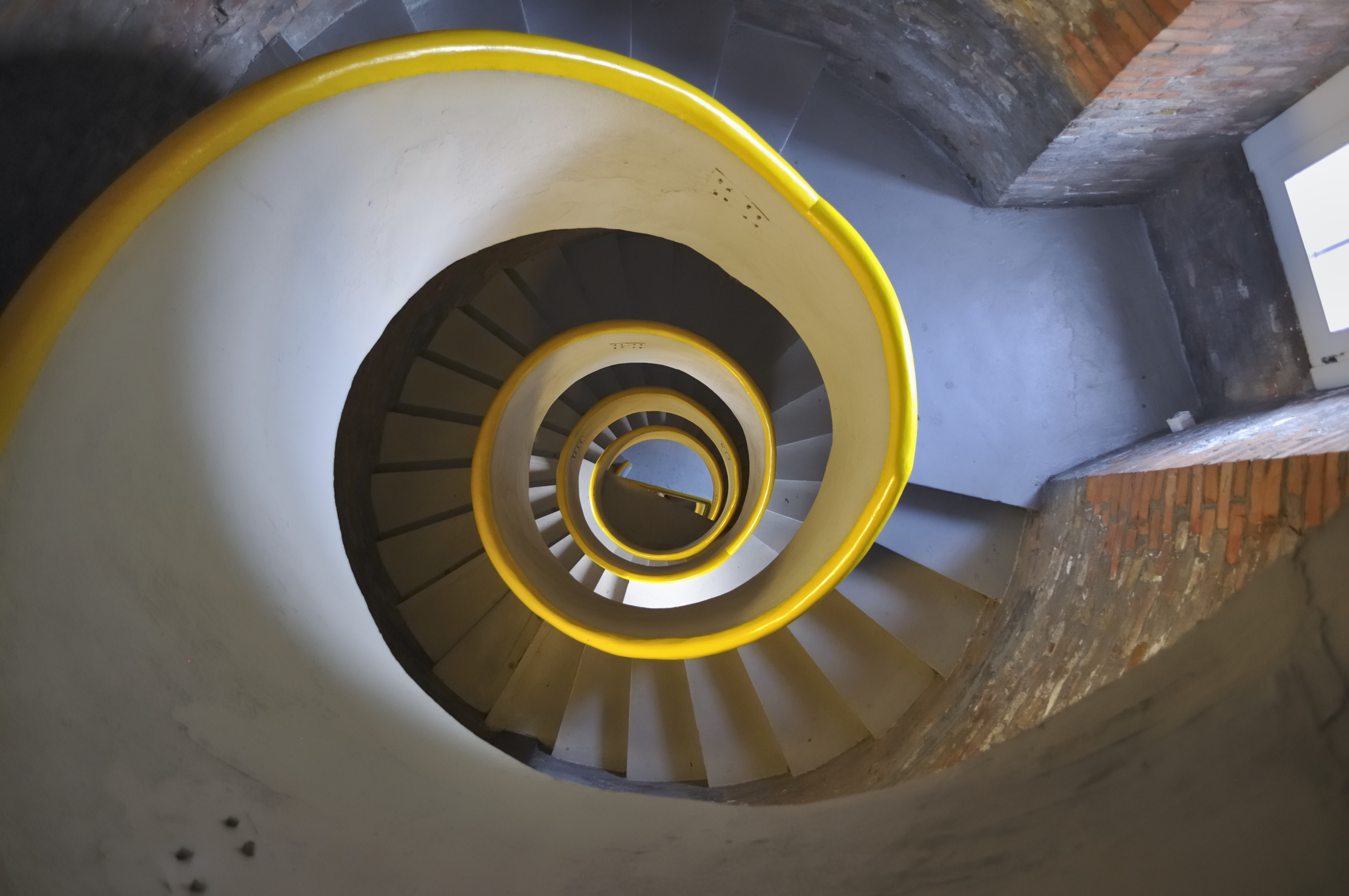
Točité schodiště.

Točité schodiště je schodiště ve tvaru šroubovice. Schody přitom mohou být upevněny buď na středovém sloupu, na vnějších stěnách, nebo jak uprostřed, tak na vnější straně. U veřejných staveb s velkým provozem, například rozhleden, se lze setkat s dvojicí schodišť tvořících dvoušroubovici, kde je každé ze schodišť určeno pro jeden směr chůze. Příkladem takové stavby je Petřínská rozhledna.
Točitá schodiště jsou stavěna z různých materiálů. V historických stavbách bývají kamenná, v moderních stavbách je častý ocelový nosný základ a jednotlivé schody ze dřeva v případě vnitřních schodišť, nebo celokovové schodiště v případě venkovních schodišť čelících povětrnostním vlivům.
Vřetenové schodiště je montované schodiště, které má ve své ose nosný sloup. Stupně mohou být oboustranně vetknuté na vnitřní straně do vřetenové zdi a na vnější straně jsou volné. Toto schodiště se používá nejčastěji tam, kde je v místnosti málo místa ve schodišťovém prostoru. Umístěny jsou nejčastěji ve volném prostoru.